# Kungens lilla piga
Kungens lilla piga är en barnvisa skriven av Anna-Lisa Frykman (1889-1960). Visan beskriver en arbetsdag för en piga vid hovet.
Första versen börjar som följer:
I kungens granna slotts stora, stora, stora kök det finns en liten, liten, liten piga.
Illustrationen till visan, som ingår i "Nu ska vi sjunga" (1943), visar en liten flicka stående på en pall för att komma tillräckligt högt upp för att sätta en peruk på den sittande drottningen Sura-min. Det är uppenbart att illustratören, Elsa Beskow, har tecknat en liten flicka som sköter uppgiften.
Förr i tiden var det ingen ovanlighet att barn arbetade för att bidra till familjens försörjning, så därför ansågs detta inte anstötligt på något vis. Frykman har inte uppsåtligen glorifierat "barnarbete", hon har snarare beskrivit att pigan faktiskt trivs med sin tillvaro vid hovet och, trots alla vedermödor, blir glad av att göra ett gott arbete.
Flera äldre barnvisor handlar om att arbeta flitigt och väl (eller slita hårt om man föredrar den tolkningen) på ett sätt som få barnvisor gör i dag. I dag premieras lek och rörelse i sångtexterna.

## Publikation
- Nu ska vi sjunga, 1943, under rubriken "Lekvisor"
- Barnvisor och sånglekar till enkelt komp, 1984

## Inspelningar
En tidig inspelning gjordes av Nadja Hjärne-Ohrberg med Stig Holms ensemble den 28 september 1945, och släpptes på skiva i december samma år.

### Fotnoter
1. ↑  ”Svensk mediedatabas”. http://smdb.kb.se/catalog/id/000094420. Läst 18 maj 2011.